# Chejgijacha
La Chejgijacha (in russo Хейгияха?) è un fiume della Russia siberiana occidentale, affluente di sinistra del Nadym. Scorre nel Nadymskij rajon del Circondario autonomo Jamalo-Nenec.
Il fiume ha origine in una zona paludosa dalla confluenza dei due rami sorgentizi Aj-Long"ëchan (o Malyj Long-Jugan, lungo 86 km) e Von-Long"ëchan (o Bolšoj Long-Jugan, 107 km) nella parte nord del bassopiano siberiano occidentale. Scorre con direzione mediamente nord-orientale e sfocia nel Nadym a 131 km dalla foce. La sua lunghezza è di 243 km; il bacino è di 7 910 km².
La Chejgijacha è ricoperta di ghiaccio da ottobre sino a maggio-giugno.